# 김영수 (1907년 11월)
김영수(1907년 11월 3일~1987년 10월 19일)는 대한민국의 정치인이다. 제5대 국회의원을 지냈다.

## 역대 선거 결과
|  | 17.71% |

|  | 5.33% |

|  | 57.61% |

|  | 12.26% |

|  | 8.15% |